# Lophognathus gilberti
Lophognathus gilberti är en ödleart som beskrevs av  Gray 1842. Lophognathus gilberti ingår i släktet Lophognathus och familjen agamer. Artepitet i det vetenskapliga namnet hedrar den brittiska naturforskaren John Gilbert.
Arten blir ungefär 40 cm lång och den har en långsmal svans. Hos hannar är kroppsfärgen nästan svart och som kontrast finns en vit strimma från nosen längs kroppens sidor. Hannarnas svans är vanligen rödbrun. Honor har en brun till gråbrun grundfärg, en vit strupe och likaså vita strimmor på kroppssidorna som är smalare. Honor kan lätt förväxlas med Tropicagama temporalis. Lophognathus gilberti hittas allmänt i torrare landskap. Exemplaren sitter ofta på träd eller ljusstolpar och solbadar. I motsats till Lophognathus horneri finns ingen vit fläck vid öronöppningen. Längden utan svans är 12,8 cm. Flera individer har ljusa fläckar på den bruna ryggen och svansen.
Denna ödla förekommer i norra Australien i delstaterna Western Australia, Northern Territory och Queensland. I väst hittas den endast nära havet. Exemplaren vistas i savanner, buskskogar, sanddyner och träskmarker. De lever på marken och klättrar i träd. Ibland besöks jordbruksmark och samhällen. Honor lägger ägg och ungdjurens kön bestämms efter temperaturen innan de kläcks.
För beståndet är inga hot kända. Hela populationen anses vara stabil. IUCN kategoriserar arten globalt som livskraftig.

## Underarter
Arten delas in i följande underarter:
- L. g. centralis
- L. g. gilberti